# Cyanotis dybowskii
Cyanotis dybowskii är en himmelsblomsväxtart som beskrevs av Henri Hua. Cyanotis dybowskii ingår i släktet Cyanotis och familjen himmelsblomsväxter.
Artens utbredningsområde är Kongo. Inga underarter finns listade.